# Michael Mittermeier

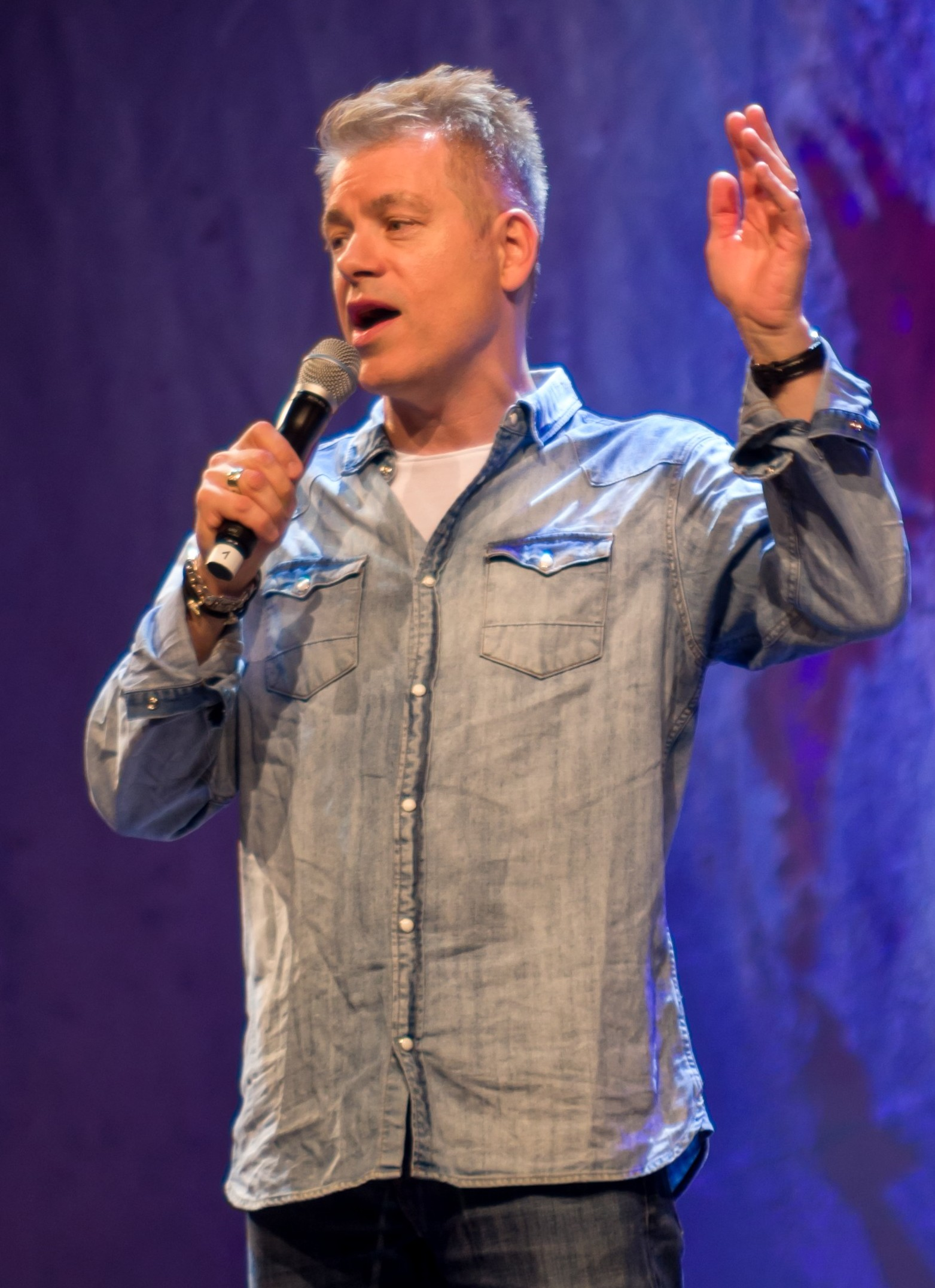
Michael Mittermeier auf dem ZMF 2017 in Freiburg

Michael Fritz Mittermeier (* 3. April 1966 in Dorfen) ist ein deutscher Komiker und Autor aus Oberbayern.

## Leben
Mittermeiers Vater war als Auktionator tätig. Nach seinem Abitur am Gymnasium in Gars am Inn in Oberbayern begann Mittermeier Politikwissenschaft und Amerikanistik an der Ludwig-Maximilians-Universität München zu studieren. 1994 schrieb er seine Magisterarbeit über das Thema Amerikanische Stand-up-Comedy.

### Karrierebeginn
Mittermeier, der in seiner Kindheit Musikunterricht an Klavier und Gitarre erhielt, begann mit Straßenmusik. Als humoristischer Liedermacher ließ sich Mittermeier von dem amerikanischen Komiker Jerry Lewis inspirieren. Seinen ersten Fernsehauftritt hatte er im Alter von 15 Jahren am 13. Juni 1981 in der ZDF-Sendung Scooter zusammen mit seinem Bruder. Nach Auftritten auf Schützenfesten bereitete er 1987 erste Inhalte vor, da er „in irgendeiner Form Künstler werden“ wollte.
Bei einem Konzert von U2, deren Fan er seit seiner Jugend ist, in der Olympiahalle in München am 21. Juli 1987 stand er in der ersten Reihe und erlebte, wie Bono das Lied People Get Ready von den Impressions anstimmte. Als Bono sich auf der Gitarre aber zweimal verspielte und dann das Publikum fragte, ob jemand Gitarre spielen könne, meldete sich Mittermeier und wurde daraufhin von der Security auf die Bühne gezogen. Nachdem Bono ihm kurz die drei Akkorde gezeigt hatte, spielte Mittermeier den Song gemeinsam mit Bono. Dieser Gastauftritt bestärkte Mittermeier zusätzlich darin, eine Karriere als Solo-Bühnenkünstler einzuschlagen. 2001 trat Mittermeier im Vorprogramm von U2 auf der Berliner Waldbühne auf, als spontaner Ersatz für die Söhne Mannheims. 2007 übergab Mittermeier als Laudator bei der Echoverleihung 2007 Bono den Sonderpreis für globales Engagement.

### Künstlerischer Werdegang

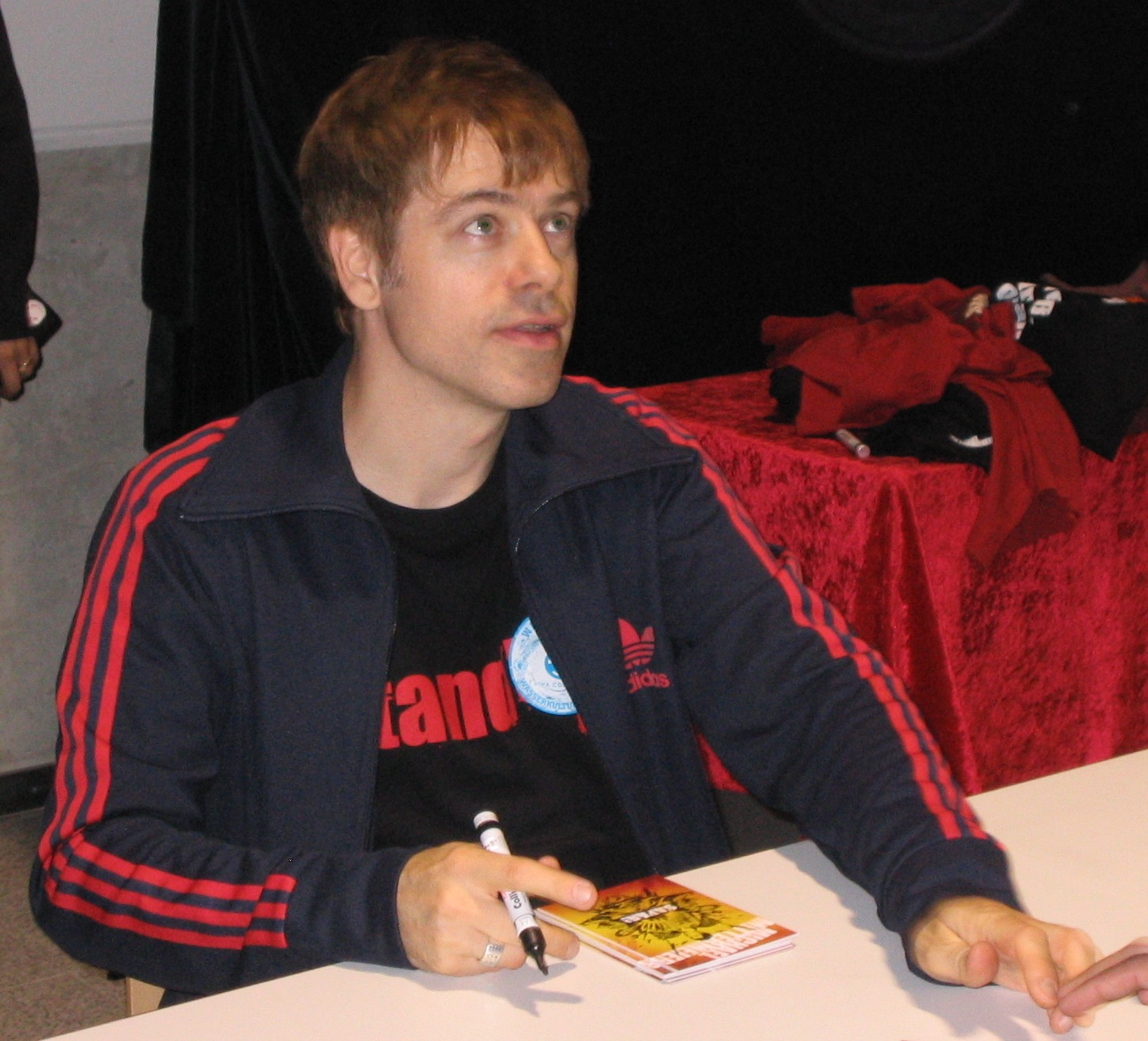
Michael Mittermeier (2007)

Bekannt geworden durch sein Programm Zapped (1996) tourte Michael Mittermeier durch Deutschland, Österreich und die Schweiz und nahm an diversen Comedy-Fernsehsendungen, aber auch bei Wetten, dass..? teil. Die bekanntesten Teile von Zapped sind Parodien auf Werbungen von Yogurette und AOK sowie auf die Sendung Aktenzeichen XY … ungelöst und die US-Fernsehserie MacGyver. Letzterer wurde zum Running Gag. Auch in den aktuellen Programmen gibt es immer wieder Anspielungen auf MacGyver.
Mittermeiers weitere Bühnenshows hießen Wahnsinnlich (1990), Back to Life (2002), Paranoid (2004), Safari (2007), Achtung Baby (2010), Blackout (2013), Wild (2015), Lucky Punch (2018), 13 (2022) und Flashback – Die Rückkehr der Zukunft (2024). Er machte den Begriff „Arschgeweih“ populär und hatte Erfolg mit dem Musikprojekt Mittermeier vs. Guano Babes (die Guano Apes, die aus Vertragsgründen nicht ihren normalen Bandnamen verwenden konnten) und der gemeinsamen Single Kumba Yo! Seit 1992 tritt Mittermeier regelmäßig auf der Bühne des Stand-up-Klubs Quatsch Comedy Club in Berlin auf, der ihm zusammen mit Thomas Hermanns und dem Darsteller der Figur Atze Schröder auch gehört.
2001 traf Michael Mittermeier beim Konzert auf der Berliner Waldbühne erneut auf U2: Da wegen eines Unwetters der Soundcheck für die eigentliche Vorgruppe Söhne Mannheims nicht stattfinden konnte und somit deren Auftritt ausfallen musste, wurde kurzerhand der im Publikum befindliche Mittermeier als Aushilfssupport engagiert. Mittermeier führte spontan Auszüge seines aktuellen Programms Back to Life auf. 2004 und 2005 spielte Mittermeier auf Englisch in New Yorker Comedy-Clubs. Am 2. Juli 2005 moderierte Mittermeier zusammen mit Anne Will die Veranstaltung zum Live8-Konzert in Berlin. Ende 2006 beendete er sein Programm Paranoid, und ab April 2007 tourte er mit einem Stand-up-Programm Stand Up! - Freestyle-Comedy mit Michael Mittermeier durch Deutschland und Österreich. Am 7. Juli 2007 trat er in Hamburg bei Al Gores Live Earth auf.
Darüber hinaus schrieb Mittermeier zusammen mit Tito & Tarantula den Song Exorcize Your Funky Little Demon, der sich auf dem 2001 erschienenen Album Mittermeier & Friends befindet, neben Kollaborationen mit Badesalz, Sasha und The King. Ende des Jahres 2007 feierte Mittermeier sein 20-jähriges Bühnenjubiläum mit der Gala 20 Jahre Mittermeier auf ProSieben.
Sein Programm Safari hatte am 2. Oktober 2007 im ausverkauften Circus-Krone-Bau in München Premiere. Am 22. und 23. Oktober 2008 wurde die zu Safari gehörende DVD ebenfalls im Circus Krone aufgenommen. Während einer Vorstellung am 14. Oktober 2009 in München wurde die DVD mit dreifach Gold ausgezeichnet. In dem Disney-Film Hexe Lilli – Der Drache und das magische Buch von 2009 spricht Michael Mittermeier die Stimme des animierten Drachen Hektor. In der Fortsetzungen Hexe Lilli – Die Reise nach Mandolan (2011) und Hexe Lilli rettet Weihnachten (2017) übernahm er wieder diese Sprechrolle. Anfang 2010 reiste Mittermeier nach Kapstadt in Südafrika und nahm dort als erster Comedian aus Deutschland am internationalen Comedy-Festival teil. Die Dokumentation Michael Mittermeier in Kapstadt, die während dieser Reise entstand, erschien am 11. Juni 2010. Außerdem besuchte er das dortige Sozialprojekt Vulamasango im Rahmen des RTL-Spendenmarathons. Im Jahr 2011 trat er als einziger deutscher Künstler am Festival Just for laughs in Kanada auf.
Über die Geburt seiner Tochter und seine Erlebnisse als Vater verfasste Mittermeier das Buch Achtung Baby!, das am 22. Februar 2010 veröffentlicht wurde. Achtung Baby! war auch der Titel seines Bühnenprogramms, das am 18. Oktober 2010 im Circus Krone in München Premiere feierte. Im Oktober 2010 erschien der Film This Prison Where I Live, in dem dokumentiert wird, wie Mittermeier zusammen mit Rex Bloomstein nach Myanmar reist, um mit dem inhaftierten Comedian Zarganar über dessen Schicksal zu sprechen. Ein Jahr später wurde Zarganar, nicht zuletzt auf Betreiben Mittermeiers, aus der Haft entlassen. 2011 und 2012 trat Mittermeier mit Xavier Naidoo, Rea Garvey und Sasha als deutsches Rat Pack auf. 2012, 2014 und im Januar 2014 spielte er einzelne Shows in englischer Sprache in London. Weitere Auftritte in englischer Sprache fanden in Südafrika und Russland statt. Im Herbst 2015 spielte er unter dem Titel „Das Blackout“ auf einer kleinen US-Tournee in Washington DC, New York, Atlanta und Chicago mit Unterstützung des Goethe-Instituts. Die englische Show ist eine angepasste Version seines letzten deutschen Programms, gemischt mit speziell für das US-Publikum geschriebenen Blöcken.
Im Oktober 2023 wurde sein Lucky Punch Comedy Club im Kulturareal Fat Cat im Gasteig offiziell eröffnet.
2023 war er Teilnehmer der vierten Staffel des Comedyformats LOL: Last One Laughing auf Amazon Prime Video. Er gewann die Staffel gemeinsam mit Kurt Krömer.

## Familie
Seit 1998 ist Michael Mittermeier mit der Sängerin Gudrun Allwang, auch bekannt unter ihrem Künstlernamen Somersault, verheiratet. Das Paar lebt mit seiner im Januar 2008 geborenen Tochter Lilly, die in Mittermeiers Buch und dem Live-Programm Achtung Baby! als die indirekte Hauptperson der Öffentlichkeit vorgestellt wurde, in Pullach im Isartal. Gemeinsam produzierte die Familie von Juli 2021 bis Ende 2023 den Podcast Mittermeiers Synapsen Mikado – Gespräche mit einer 14-Jährigen.
Mittermeiers älterer Bruder Alfred Mittermeier ist ebenfalls Kabarettist.

## Soziales Engagement
Mittermeier unterstützt die Aktion Deine Stimme gegen Armut, die entwicklungspolitische Organisation ONE sowie das Projekt Vulamasango, das Kindern und Jugendlichen aus den Townships von Kapstadt hilft. Mittermeier engagiert sich auf und neben der Bühne politisch, bezeichnet sich selbst als politisch Linken und ist Wähler der Grünen, zu denen es für ihn keine Alternative gebe.
Am 25. April 2008 sprach sich Michael Mittermeier als Mitunterzeichner eines offenen Briefes an die Kanzlerin auf einer ganzseitigen Anzeige in der Süddeutschen Zeitung, der Frankfurter Allgemeinen Zeitung und der Tageszeitung für den Schutz des geistigen Eigentums aus. Mittermeier setzt sich außerdem für Menschenrechte ein. Er war Pate der Initiative Ein Logo für Menschenrechte und moderierte die Vorstellung der Initiative am 3. Mai 2011.

## Fernsehen
2021: Joko und Klaas gegen ProSieben (Gastauftritt)

## Diskografie

### Studioalben
| Jahr | Titel                                                   | Höchstplatzierung, Gesamtwochen, AuszeichnungChartplatzierungen (Jahr, Titel, Platzierungen, Wochen, Auszeichnungen, Anmerkungen) | Höchstplatzierung, Gesamtwochen, AuszeichnungChartplatzierungen (Jahr, Titel, Platzierungen, Wochen, Auszeichnungen, Anmerkungen) | Höchstplatzierung, Gesamtwochen, AuszeichnungChartplatzierungen (Jahr, Titel, Platzierungen, Wochen, Auszeichnungen, Anmerkungen) | Anmerkungen                                         |
| Jahr | Titel                                                   | DE | AT | CH | Anmerkungen                                         |
| ---- | ------------------------------------------------------- | --- | --- | --- | --------------------------------------------------- |
| 1997 | Zapped!                                                 | DE28 (36 Wo.)DE | — | CH10 Gold · (20 Wo.)CH | Erstveröffentlichung: Mai 1997 Verkäufe: + 25.000   |
| 2000 | Back to Life                                            | DE2 Gold · (39 Wo.)DE | AT20 Gold · (9 Wo.)AT | CH7 Gold · (19 Wo.)CH | Erstveröffentlichung: Mai 2000 Verkäufe: + 200.000  |
| 2001 | Mittermeier & Friends                                   | DE13 (17 Wo.)DE | AT59 (4 Wo.)AT | CH47 (5 Wo.)CH | Erstveröffentlichung: Mai 2001                      |
| 2004 | Paranoid                                                | DE6 (14 Wo.)DE | AT5 (28 Wo.)AT | CH6 Platin · (37 Wo.)CH | Erstveröffentlichung: Mai 2004 Verkäufe: + 40.000   |
| 2008 | Safari                                                  | DE19 Gold · (5 Wo.)DE | AT10 (14 Wo.)AT | CH3 Gold · (32 Wo.)CH | Erstveröffentlichung: März 2008 Verkäufe: + 115.000 |
| 2010 | Achtung Baby! Live                                      | — | AT55 (4 Wo.)AT | CH15 (5 Wo.)CH | Erstveröffentlichung: Dezember 2010                 |
| 2013 | Blackout – Das Live-Programm                            | — | AT27 (3 Wo.)AT | CH9 (12 Wo.)CH | Erstveröffentlichung: Oktober 2013                  |
| 2016 | WILD                                                    | — | AT26 (1 Wo.)AT | CH13 (6 Wo.)CH | Erstveröffentlichung: 8. April 2016                 |
| 2018 | Lucky Punch – Die Todes-Wuchtl schlägt zurück           | — | — | CH98 (1 Wo.)CH | Erstveröffentlichung: 30. November 2018             |
| 2021 | Zwischenwelt – Once upon a time in Corona               | — | — | — | Erstveröffentlichung: 3. September 2021             |
| 2022 | ZAPPED! – Ein TV-Junkie kehrt zurück – 25 Jahre-Special | — | — | — | Erstveröffentlichung: 11. März 2022                 |
| 2022 | Safety First                                            | — | — | — | Erstveröffentlichung: 2. Dezember 2022              |
| 2023 | #13                                                     | — | — | — | Erstveröffentlichung: 10. November 2023             |

### Livealben
| Jahr | Titel                | Höchstplatzierung, Gesamtwochen, AuszeichnungChartplatzierungen (Jahr, Titel, Platzierungen, Wochen, Auszeichnungen, Anmerkungen) | Höchstplatzierung, Gesamtwochen, AuszeichnungChartplatzierungen (Jahr, Titel, Platzierungen, Wochen, Auszeichnungen, Anmerkungen) | Anmerkungen                         |
| Jahr | Titel                | DE | CH | Anmerkungen                         |
| ---- | -------------------- | --- | --- | ----------------------------------- |
| 2002 | Back to Life (Live)  | DE10 (13 Wo.)DE | — | Erstveröffentlichung: Oktober 2002  |
| 2006 | Paranoid (Live)      | DE5 Gold (Comedy-Award) · (19 Wo.)DE                                                                                              | CH6 (12 Wo.)CH | Erstveröffentlichung: Oktober 2006  |
| 2007 | 20 Jahre Mittermeier | DE18 (13 Wo.)DE | CH63 (1 Wo.)CH | Erstveröffentlichung: Dezember 2007 |

### EPs
| Jahr | Titel           | Anmerkungen                                                                        |
| ---- | --------------- | ---------------------------------------------------------------------------------- |
| 2021 | The Last Minute | Erstveröffentlichung: 10. Dezember 2021 mit Rea Garvey & Sasha als Christmas Chaos |

### Singles
| Jahr | Titel Album                     | Höchstplatzierung, Gesamtwochen, AuszeichnungChartplatzierungen (Jahr, Titel, Album, Platzierungen, Wochen, Auszeichnungen, Anmerkungen) | Höchstplatzierung, Gesamtwochen, AuszeichnungChartplatzierungen (Jahr, Titel, Album, Platzierungen, Wochen, Auszeichnungen, Anmerkungen) | Höchstplatzierung, Gesamtwochen, AuszeichnungChartplatzierungen (Jahr, Titel, Album, Platzierungen, Wochen, Auszeichnungen, Anmerkungen) | Anmerkungen                                                              |
| Jahr | Titel Album                     | DE | AT | CH | Anmerkungen                                                              |
| ---- | ------------------------------- | --- | --- | --- | ------------------------------------------------------------------------ |
| 2001 | Kumba Yo! Mittermeier & Friends | DE3 Gold · (15 Wo.)DE | AT4 (16 Wo.)AT | CH12 (12 Wo.)CH | Erstveröffentlichung: 26. März 2001 Verkäufe: + 250.000; vs. Guano Babes |

## Auszeichnungen für Musikverkäufe
| Goldene Schallplatte - Deutschland - 2000: für das Videoalbum Zapped! - Österreich - 2011: für das Videoalbum Achtung Baby! Platin-Schallplatte - Deutschland - 2009: für das Videoalbum Safari - 2014: Comedy-Award für das Videoalbum Achtung Baby! - Österreich - 2008: für das Videoalbum Paranoid - 2008: für das Videoalbum Safari - Schweiz - 2008: für das Videoalbum Safari | 2× Platin-Schallplatte - Deutschland - 2003: für das Videoalbum Back to Life - 2006: für das Videoalbum Paranoid - 2013: Comedy-Award für das Videoalbum Safari - Schweiz - 2006: für das Videoalbum Paranoid 3× Platin-Schallplatte - Deutschland - 2010: Comedy-Award für das Videoalbum Paranoid |

Anmerkung: Auszeichnungen in Ländern aus den Charttabellen bzw. Chartboxen sind in ebendiesen zu finden.
| Land/RegionAuszeichnungen für Musikverkäufe (Land/Region, Auszeichnungen, Verkäufe, Quellen) | Gold       | Platin       | Verkäufe  | Quellen           |
| -------------------------------------------------------------------------------------------- | ---------- | ------------ | --------- | ----------------- |
| Deutschland (BVMI)                                                                           | 5× Gold5   | 11× Platin11 | 1.175.000 | musikindustrie.de |
| Österreich (IFPI)                                                                            | 2× Gold2   | 2× Platin2   | 50.000    | ifpi.at           |
| Schweiz (IFPI)                                                                               | 3× Gold3   | 4× Platin4   | 123.000   | hitparade.ch      |
| Insgesamt                                                                                    | 10× Gold10 | 17× Platin17 |           |                   |

## Künstlerauszeichnungen
- Grazer Kleinkunstvogel
  - 1988
- Prix Pantheon
  - 1996: Publikumspreis Beklatscht & Ausgebuht
  - 2017: Sonderpreis der Jury Reif & Bekloppt
- Goldene Europa
  - 1998: Kategorie Comedy
- Deutscher Comedypreis
  - 1999: Bester Komiker (Publikumspreis)
  - 2000: Bester Komiker (Publikumspreis)
  - 2002: Beste Live-Comedy für „Back to Life“
  - 2004: Beste Live-Comedy
  - 2008: Bester Komiker
  - 2015: Bestes TV-Soloprogramm für „Michael Mittermeier live! Blackout“
  - 2022: Sonderpreis für herausragende Leistungen[30]
- 1 Live Krone (WDR)
  - 2000: Bester Comedian
  - 2001: Bester Comedian
  - 2012: Bester Comedian
- Echo Pop
  - 2001: Kategorie Comedy
- Arosa Schneestern, Publikumspreis des Arosa Humor-Festivals
  - 2000
- Zeck-Kabarettpreis
  - 2005: Hauptpreis
- Das große Kleinkunstfestival
  - 2009: Berlin-Preis
- Arosa Humorfüller, Jurypreis des Arosa Humor-Festivals
  - 2009
- Ybbsiade
  - 2018: Ybbser Spaßvogel[31]
- Deutscher Kleinkunstpreis
  - 2021: Kategorie Stand-Up-Comedy[32]